# Leo Ornstein
Leo Ornstein właśc. Lew Ornsztejn (ur. 20 listopada?/2 grudnia 1893 w Krzemieńczuku, zm. 24 lutego 2002 w Grey Bay w stanie Wisconsin) – amerykański kompozytor i pianista, jeden z pierwszych kompozytorów-futurystów, w którego kompozycjach pojawiają się klastery.

## Życiorys
Lew Ornsztejn urodził się w miejscowości Krzemieńczuk na Ukrainie w rodzinie żydowskiej. Naukę muzyki rozpoczął we wczesnym dzieciństwie u swego ojca, kantora. W roku 1902 został zarekomendowany przez polskiego pianistę Józefa Hoffmanna do Konserwatorium Petersburskiego, do którego został przyjęty jako dziesięciolatek w roku 1904. 
W lutym 1906 jego rodzina wyemigrowała do Stanów Zjednoczonych uciekając przed pogromami żydów, do jakich doszło wówczas na terenie Ukrainy, i zamieszkała w Nowym Yorku, gdzie Lew studiował w Institute of Musical Art (obecnie Juilliard School of Music) u  B. Fiering Tapper.
W roku 1911 zadebiutował jako pianista grając w Nowym Jorku utwory Bacha, Beethovena, Griega oraz Ede Poldiniego (węgierskiego kompozytora znanego głównie z oper).
W latach 1913–14 skomponował serię utworów fortepianowych: Dwarf Suite, Suicide in an Airplane oraz Wild Men's Dance, osnutych na typowo futurystycznych motywach: kulcie maszyny i élan vital. Szokowały one ówczesnych słuchaczy niekonwencjonalnym potraktowaniem materiału dźwiękowego: ostrym brzmieniem i nieładem formalnym.
Ornstein jest jednym z twórców futuryzmu w muzyce: jego utwory charakteryzowały się licznymi dysonansami i zmianami tempa oraz tonacji (w przeciwieństwie na przykład do A. Schönberga Ornstein nie odrzucał tradycyjnej tonalności). Początkowo odbiór jego dzieł był negatywny - w recenzjach określano jego muzykę jako chaos. Z czasem twórczość Ornsteina uzyskała jednak akceptację, a on sam stał się znany. Jego poglądy na tematy muzyczne zostały opisane przez Fredericka Martensa w książce Leo Ornstein: The Man, His Ideas, His Work wydanej w roku 1918.
Bunt wobec tradycji kompozytor tak wyraził w jednym z późniejszych listów: Moje ścisłe klasyczne przygotowanie na nic mi się nie przydało. Idee muzyczne rodziły niejako swe własne techniki, tak że sam przyłapałem się na stosowaniu klasterów dla koniecznych efektów perkusyjnych, wychodząc naprzeciw głębszej potrzebie osiągnięcia głęboko ukrytej jakości, która tak bardzo intrygowała mnie w dociekaniach nad człowiekiem prehistorycznym (fragm. listu do G. Chase'a z 28 VII 1963).
W latach 20. XX wieku opuścił Nowy Jork i przeniósł się do Filadelfii, gdzie rozpoczął pracę w Philadelphia Musical Academy. Wówczas dokonał także nagrań wybranych dzieł Chopina, Schumanna i Liszta, jednak nigdy nie utrwalał swych własnych kompozycji. Przez cały czas również koncertował.
We wczesnych latach 30. XX wieku Ornstein zrezygnował z koncertów i wraz ze swą żoną Pauline Mallet-Prèvost założył Ornstein School of Music w Filadelfii, którą kierował do roku 1953.
W 1975 otrzymał nagrodę National Institute of Arts and Letters.
Ornstein komponował niemal przez całe swoje długie życie - ostatni wydany utwór został przez niego napisany w roku 1990, gdy miał 97 lat (była to ósma sonata fortepianowa). Żył 108 lat.

## Twórczość
Twórczość Ornsteina reprezentuje wraz dziełami George'a Antheila początkową, radykalną fazę I awangardy amerykańskiej. Już w latach 20. XX w. tworzył muzykę całkowicie atonalną lub politonalną, skomplikowaną pod względem rytmicznym, stosował ostrą dysonansową harmonikę. Wykonania utworów Ornsteina były przedmiotem gwałtownych polemik prasowych. Od ok. 1922 roku jego kompozycje stały się bardziej konwencjonalne i zróżnicowane wyrazowo. Jego pierwszą i ostatnią datowaną kompozycję dzieli okres ok. 80 lat.

### Ważniejsze dzieła
- A Paris Street Scene at Night (1912)
- Dwarf Suite (1913)
- Suicide in an Airplane (1913)
- Wild Men's Dance (Dance sauvage) (1913–14)
- Three Moods (1914)
- Poems of 1917 (1917)
- A la Chinoise (1918)
- Impressions of the Thames (1920)
- Arabesques (1921)
- Koncert fortepianowy (1923)
- Piano Sonata No. 4 (1924)
- Kwintet fortepianowy (1927)
- Piano Sonata No. 5, "Biography" (1974)
- Piano Sonata No. 6 (1981)
- Piano Sonata No. 7 (1988)
- Piano Sonata No. 8 (1990)